# Spoorlijn Bayonne - Saint-Jean-Pied-de-Port
De spoorlijn Bayonne - Saint-Jean-Pied-de-Port is een spoorlijn van Bayonne naar Saint-Jean-Pied-de-Port in het Franse departement Pyrénées-Atlantiques. De lijn is 50,2 km lang en heeft als lijnnummer 660 000.

## Geschiedenis
De lijn werd in gedeeltes geopend door de Compagnie des Chemins de fer du Midi, van Bayonne naar Cambo-les-Bains op 19 januari 1891, van Cambo-les-Bains naar Ossès op 20 augustus 1892 en van Ossès naar Saint-Jean-Pied-de-Port op 11 december 1898.

## Treindiensten
De SNCF verzorgt het personenvervoer op dit traject met TER-treinen.
| Serie | Treinsoort | Route                             | Bijzonderheden |
| ----- | ---------- | --------------------------------- | -------------- |
| L 54  | TER (SNCF) | Bayonne – Saint-Jean-Pied-de-Port |                |
| F 54  | TER (SNCF) | Bayonne – Cambo-les-Bains         |                |

## Aansluitingen
In de volgende plaatsen is of was een aansluiting op de volgende spoorlijnen:
Bayonne
RFN 650 000, spoorlijn tussen Toulouse en Bayonne
RFN 655 000, spoorlijn tussen Bordeaux-Saint-Jean en Irun
RFN 658 000, spoorlijn tussen Bayonne en Allées-Marines
RFN 660 306, raccordement van Aïtachouria
Ossès - Saint-Martin-d'Arrossa
RFN 661 000, spoorlijn tussen Ossès - Saint-Martin-d'Arrossa en Saint-Étienne-de-Baïgorry

## Elektrische tractie
De lijn werd in gedeeltes geëlektrificeerd met een gelijkspanning van 1500 volt. Tussen Bayonne en Cambo-les-Bains in 1930 en tussen Cambo-les-Bains en Saint-Jean-Pied-de-Port in. Na renovatie van de lijn in 2008 werd de bovenleiding afgebroken.

## Galerij

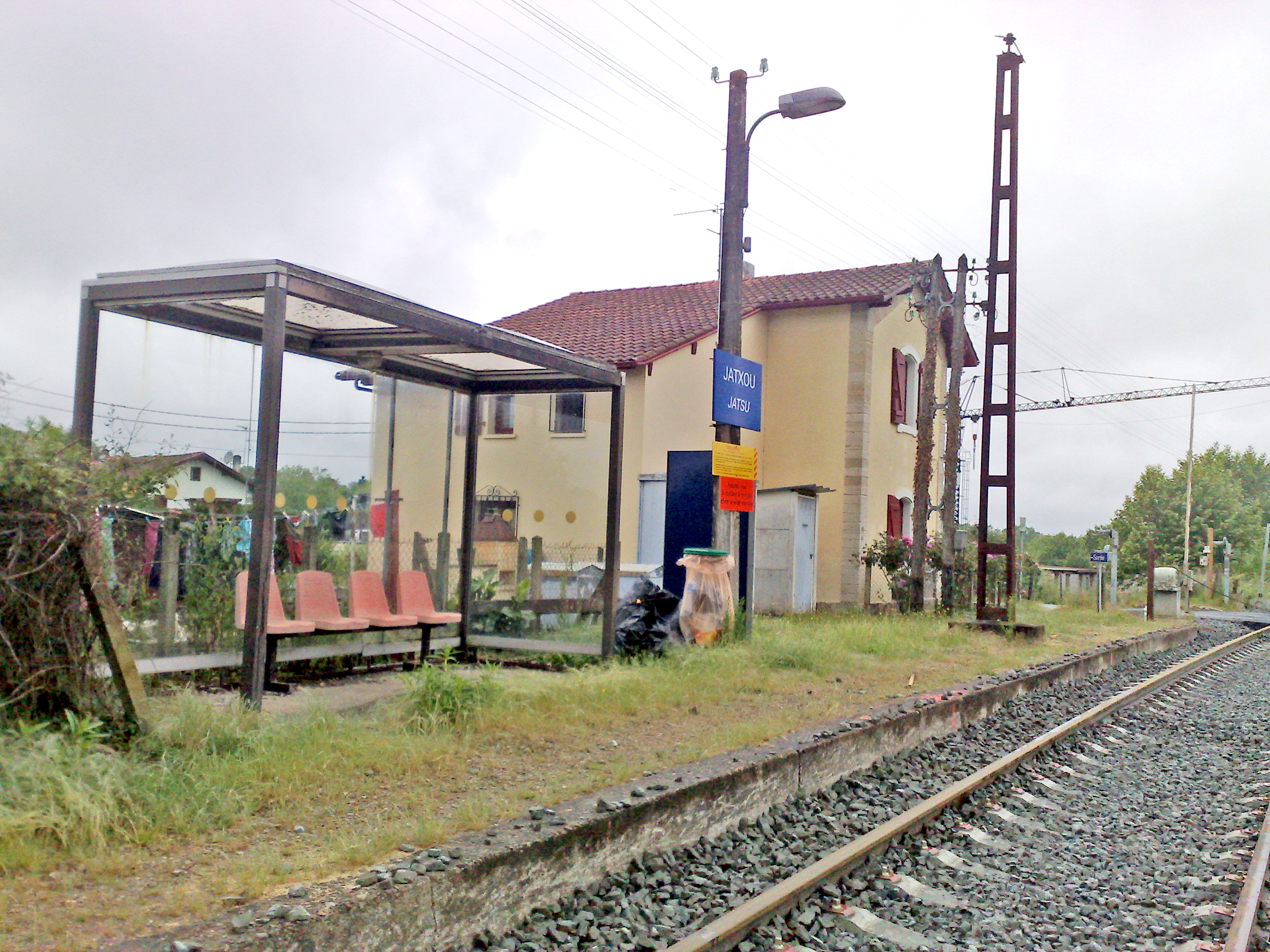
Station Jatxou.
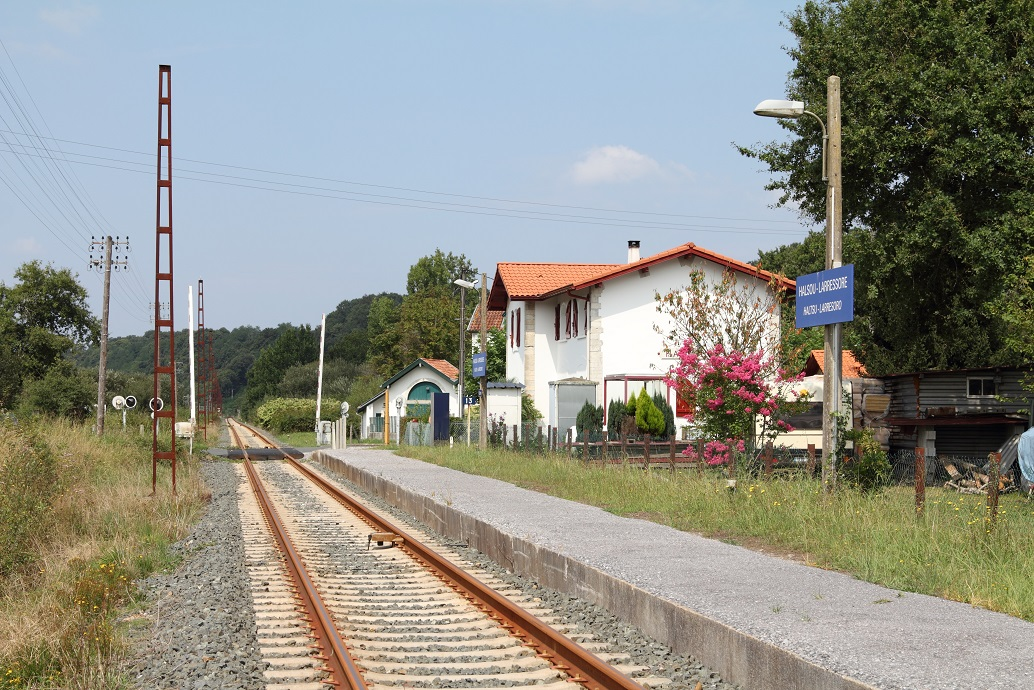
Station Halsou - Larressore.
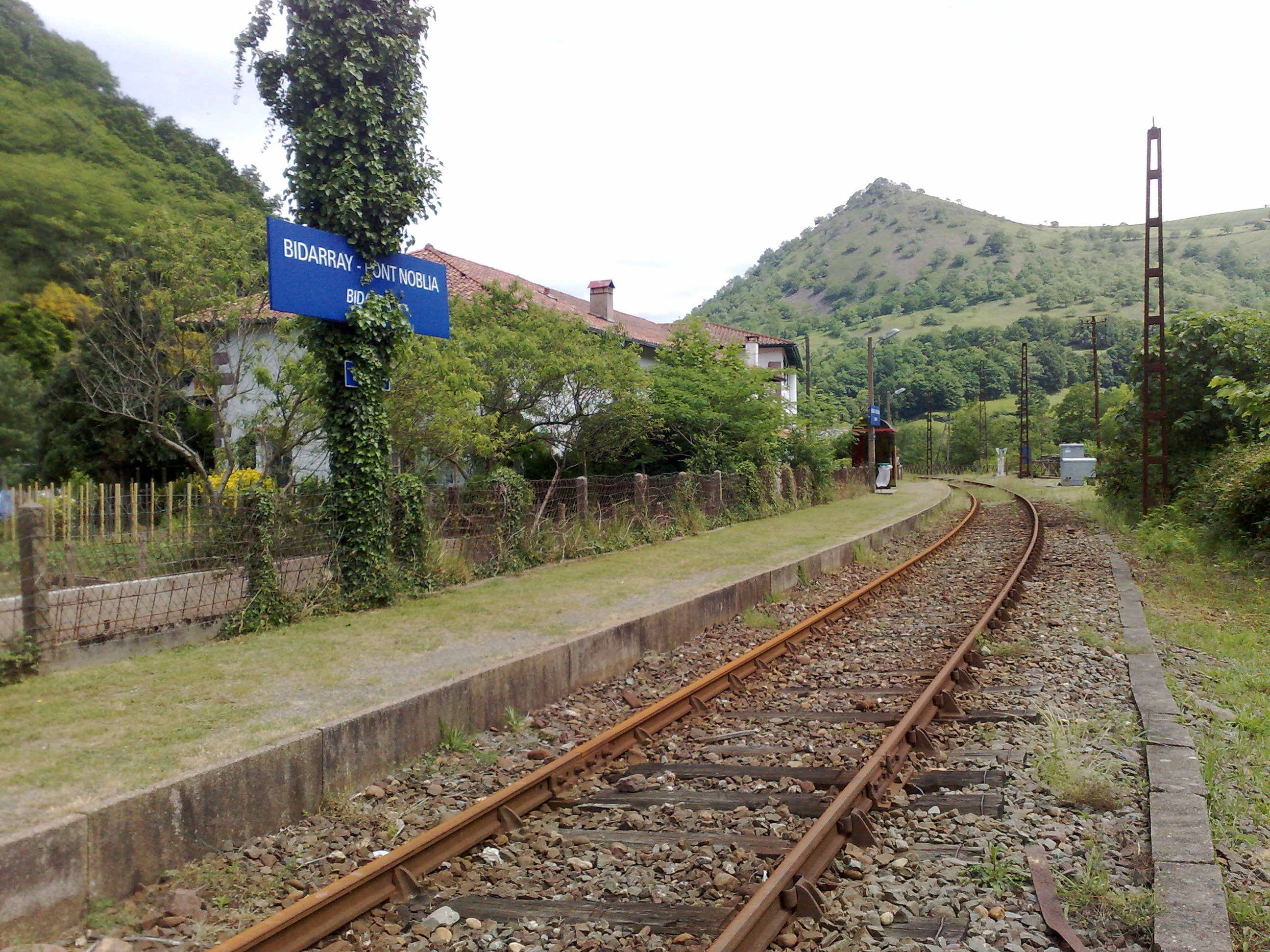
Station Bidarray.
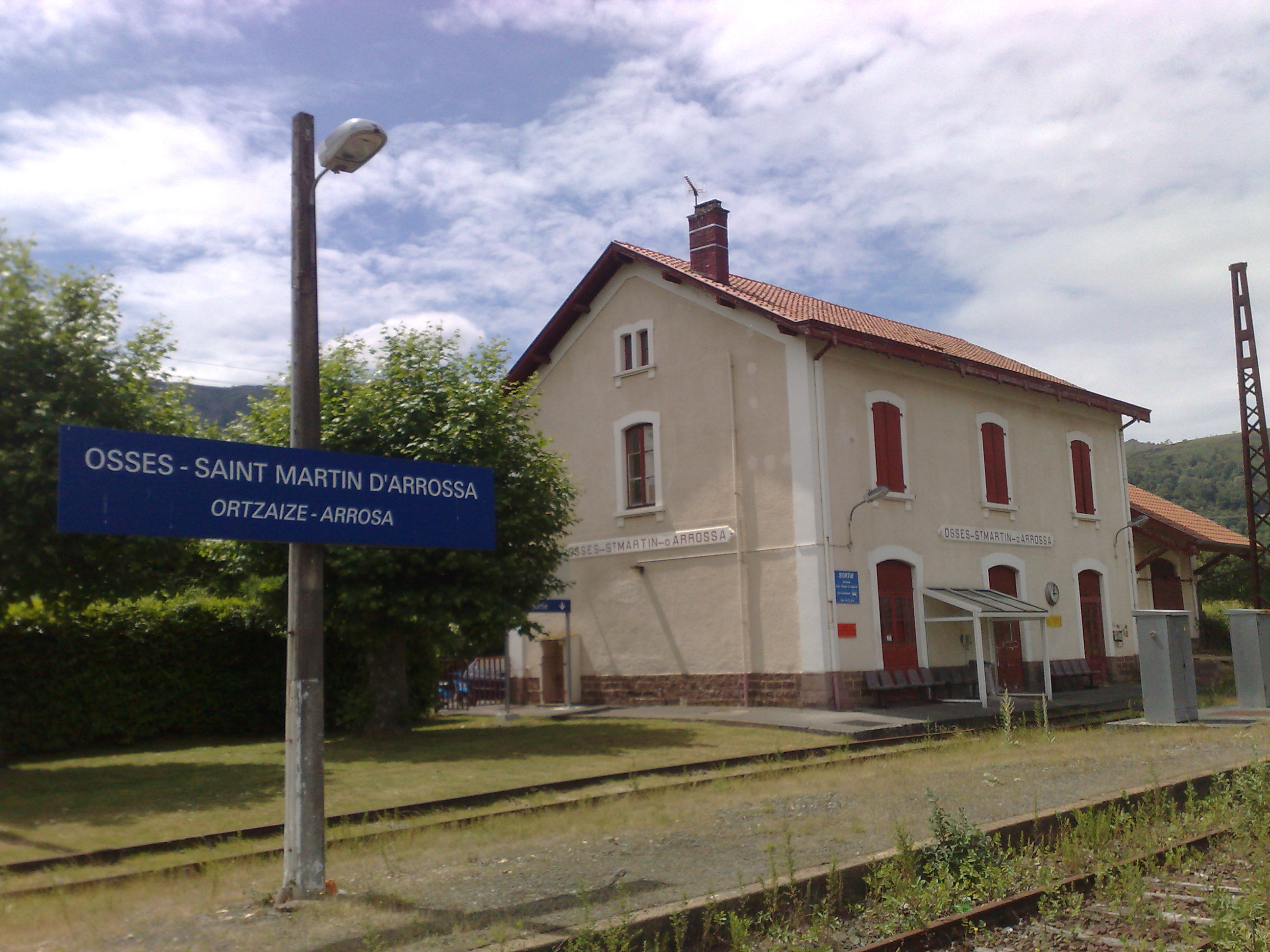
Station Ossès - Saint-Martin-d'Arrossa.
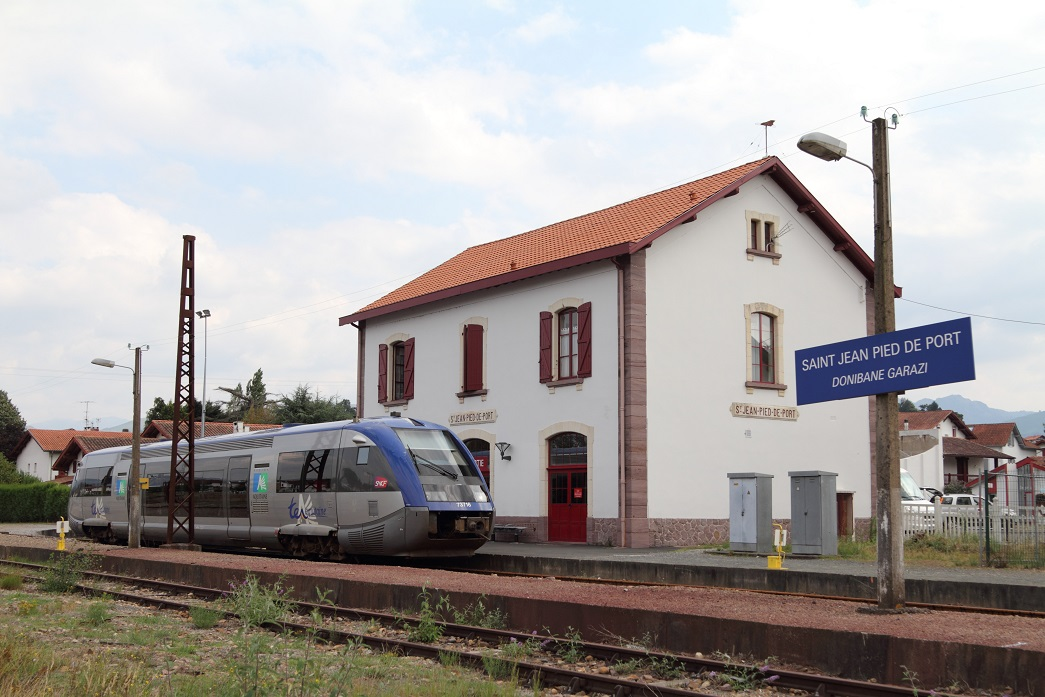
Station Saint-Pied-de-Port.